# قطعنامه ۱۲۵۷ شورای امنیت
قطعنامه ۱۲۵۷ شورای امنیت سازمان ملل متحد که در تاریخ ۰۳ اوت ۱۹۹۹ تصویب شد، سندی بین‌المللی دربارهٔ بررسی وضعیت در تیمور شرقی است. این قطعنامه طی نشست ۴۰۳۱ام با ۱۵ رای موافق، ۰ مخالف و ۰ ممتنع تصویب شد.